# 老虎山河
老虎山河，位于中国东北地区西南部的一条河流，是大凌河左岸支流，发源于内蒙古自治区赤峰市敖汉旗金厂沟梁镇段木梁村大横道子努鲁儿虎山西麓，东南流过金厂沟梁镇政府驻地后转西南流，经四家子镇、辽宁省朝阳县北沟门子乡、贾家店农场、杨树湾镇河东村等地，于朝阳市龙城区大平房镇西南汇入大凌河。河流全长79.2千米，流域面积1412平方千米，河道平均比降4.13‰，年均径流量1.07亿立方米。流域内农牧业较发达。